# Güntersberg (Adelsgeschlecht)

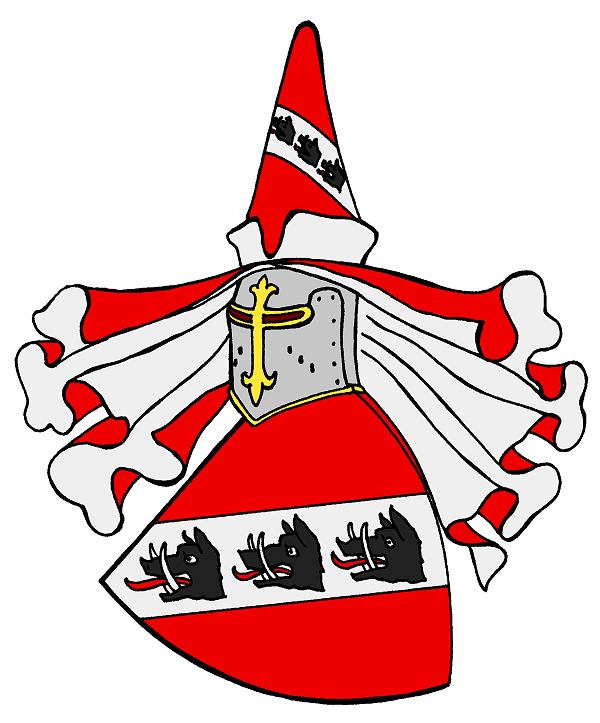
Stammwappen derer von Güntersberg

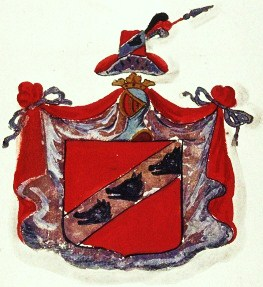
Wappen des schwedisch-livländischen Zweiges von Güntersberg

Güntersberg, in Schweden und Livland teilweise auch Güntersberch, in Dänemark Gyntelberg bzw. Güntelberg, ist der Name eines alten pommerschen und neumärkischen Adelsgeschlechts. Der dänische Stamm der Familie besteht gegenwärtig fort.

## Geschichte

### Herkunft und Frühzeit
Über die Herkunft der Familie gibt es mehrere plausible Erklärungsansätze. Es ist jedoch gesichert, dass die Güntersberg bereits vor 1278 nach Pommern kamen und ihren Sitz in Ravenstein nahmen. Bereits 1283 wird Jacobo de Guntersberch als Zeuge für Herzog Bogislaw IV. urkundlich genannt. Ab dem Jahr 1296 treten die Güntersberg auch in der Neumark zwischen Soldin und Wałcz, insbesondere aber im Gebiet um Kallies auf.
Die Güntersberg brachte zahlreiche Geistliche und Ordensritter hervor. So einen Vogt des Deutschen Ordens in der Neumark. Dem Johanniter-Orden stellte die Familie insgesamt neun Komture in Wildenbruch und Zachan, konnte zudem zwei Mal das Amt des Herrenmeisters der Johanniter-Balley Brandenburg im Ordensschloss Sonnenburg besetzen. Viele Söhne waren als Domkanoniker in Cammin, zwei je in Cammin und Stettin waren um 1500 Archidiakon.
Im Jahre 1402 soll Henning von Güntersberg den Namen seines Gutes Zadow angenommen haben. Seine Nachkommen bilden die bis heute fortbestehende Familie von Zadow, der auch Ingeborg von Zadow angehört.

### Neumark
Die Güntersberg breiteten sich vor allem in der Neumark in den Gebieten um Dramburg und Arnswalde aus, wo sie zu den mächtigsten Familien gehörten. Die bedeutendste Burg der Herren von Güntersberg war Kallies, das die Familie von 1374 bis 1731 besaß.

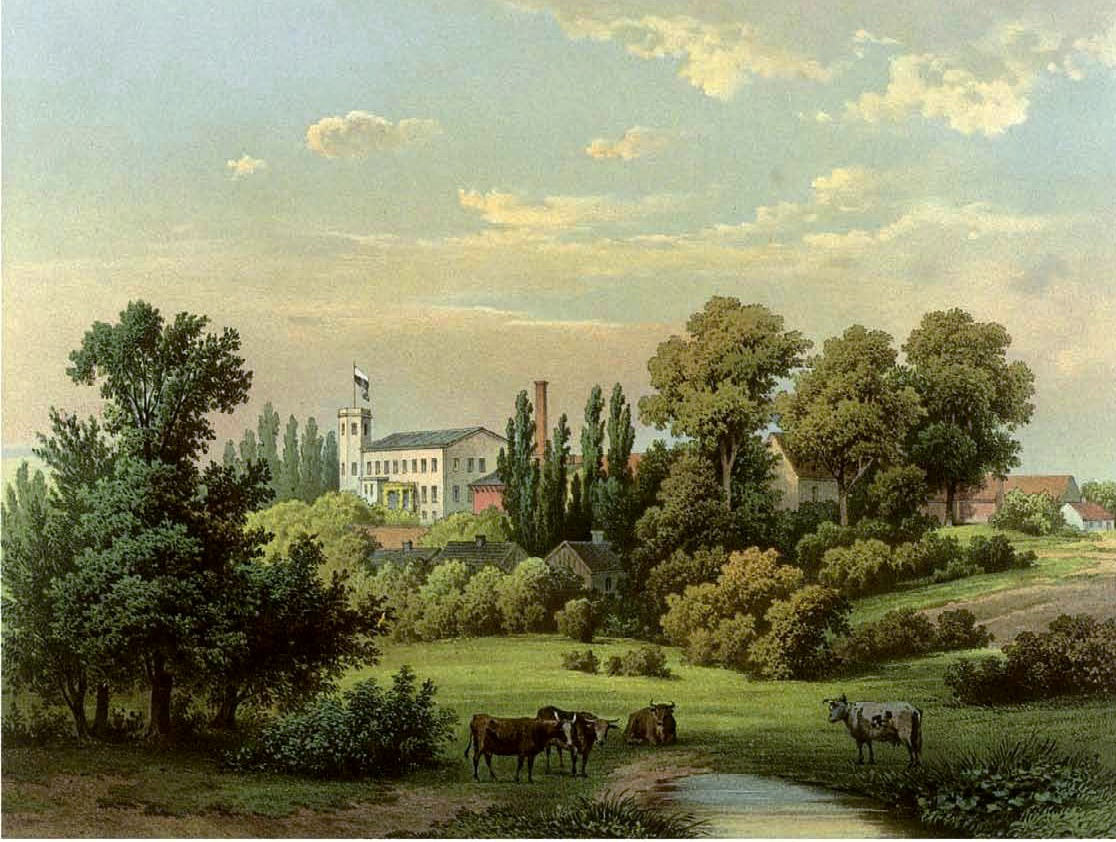
Gut Groß Silber um 1860, Sammlung Alexander Duncker

Weitere Güter waren Liebenow und Groß Silber, jedoch hatte sie auch bei Soldin, Königsberg, Landsberg sowie bei Wałcz und Chodzież in Polen Besitzungen. Bekannt ist eine lange und heftige Fehde der Güntersberg mit den ebenfalls mächtigen Wedel, die mit der Heirat von Ulgard von Güntersberg und Zyls von Wedel im Jahre 1424 beigelegt wurde.

### Pommern
Spätestens zu Beginn des 14. Jahrhunderts wurde das Geschlecht auch in Pommern, vor allem im späteren Landkreis Saatzig sesshaft. Die dortige Stadt Jacobshagen leitet seinen ihren Namen von Jacob von Güntersberg ab, der ihr 1336 das Stadtrecht verlieh. Bedeutende pommersche Güter unter dem weitläufigen Besitz der Familie waren Groß Weckow bei Cammin und Reichenbach bei Pyritz.
Aus Pommern stammte auch der letzte der männliche Spross der Gesamtfamilie, ausgenommen des dänischen Stammes Güntelberg/Gyntelberg, Oberst Georg Wilhelm von Güntersberg († 1799). Dieser war langjähriger Regimentskommandant des Infanterieregiments Nr. 8. Zwar wurde sein natürlicher Sohn, August Gottlieb 1787 mit der Erlaubnis zur Führung des väterlichen Namens und Wappens legitimiert, er verstarb jedoch vor dem Vater.

### Dänemark und Norwegen
In den Jahren 1536–1538 wird der deutsche Höfling Jørgen Güntersberg als frühester Angehöriger der Familie im Burglager in Dragsholm genannt.
Henrich von Güntersbergs aus Pommern, vermählt mit Kristine Foss, hatte einen Sohn Axel Henrichson Güntersberg († 1588). Dieser vermählte sich in Norwegen mit Kristine Trondsdatter Benkestok (* 1530 in Meløy; † 1572 in Brønnøy). Von seinen 11 Kindern heiratete, Karen Axelsdatter Gyntelberg den in Schottland geborenen, nach Dänemark übersiedelten Andrew (Anders) Movat, Sohn des Patrick (Bertel) Movat, Besitzers von Bohquholly im schottischen Banffshire. Karen Gyntelbergs Schwiegermutter war Barbara Sinclair, Besitzerin von Raffuenshøg in Norwegen. Eine weitere Tochter Sofie Axelsdatter Güntersberg heiratete Magnus Heinason, eine andere, Magdalena Axelsdatter Gyntersberg (* 1562; † nach 1632), Erbin von Meløy und letzte dieses Hauses, heiratete Henrik von Ahlefeldt.
Eski Güntelberg, Herr auf Fritsøgaard vermählt mit Mette Krukow, hatte einen Sohn Jens Eskisøn Güntelberg, Herr auf Gundestrup, das zu seinen Lebzeiten völlig niederbrannte und durch den Neubau Simondrop ersetzt wurde, was ein folgenschwere wirtschaftliche Zäsur für die Familie darstellte, war mit Kirsten Mogensdatter Lille vor 1580 vermählt. Seine Familie besteht in Dänemark unter dem Namen Güntelberg bzw. Gyntelberg bis heute fort.

### Schweden und Livland

Porträt Carl Gustaf von Güntersberch von Herman Wiebe (1697) mit der eingesetzten Schrift: „Der Starke Güntersberg, Karl XIII. Trabant“. (Nationalmuseum Stockholm)

Am Anfang des 17. Jahrhunderts treten die ersten Angehörigen in schwedischen Diensten und auf livländischen Gütern in Erscheinung. Wenig später besuchen die Söhne der Familie die Universität Dorpat, stellen Offiziere in der schwedischen Armee. 1664 erfolgte eine Introduzierung in die Adelsklasse der Schwedischen Ritterschaft (Nr. 685).
Britta Sophia von Güntersberg heiratete den schwedischen Generalleutnant und Gouverneur von Wismar Hans Isaak Freiherr Ridderhielm († 13. August 1709 in Wismar), ihre Schwester Anna Margaretha von Güntersberg (* 16. September 1663; † 18. Dezember 1743) heiratete 1685 den späteren schwedischen Generalmajor Johan Otto von Vicken (* 14. Juli 1657; † 1. September 1750). Margarethe Elisabeth von Güntersberg (* 10. März 1692 in Reval; † 28. März 1780 in Reval), heiratete 1713 Gotthard Johann von Zoege, Graf Manteuffel (* 1690; † 22. März 1780 in Reval).
In der Zeit des Bestehens dieses Stammes konnten die Güntersberg die baltischen Güter Attomoise, Hastfershof, Kaugositz, Metzküll, Moisekatz, Moiseküll, Pakkast, Takhof und Uddern in ihren Besitz bringen. In Schweden besaßen sie Gärahov, Herjanorm und Laisholm, in der Kirche in Byarum, Jönköping befindet sich ein Erbbegräbnis. Mit dem schwedischen Leutnant im Södermans Regiment, Carl Christopher Güntersberch ist auch dieser Stamm im Jahre 1718 im Mannesstamm erloschen.

## Wappen

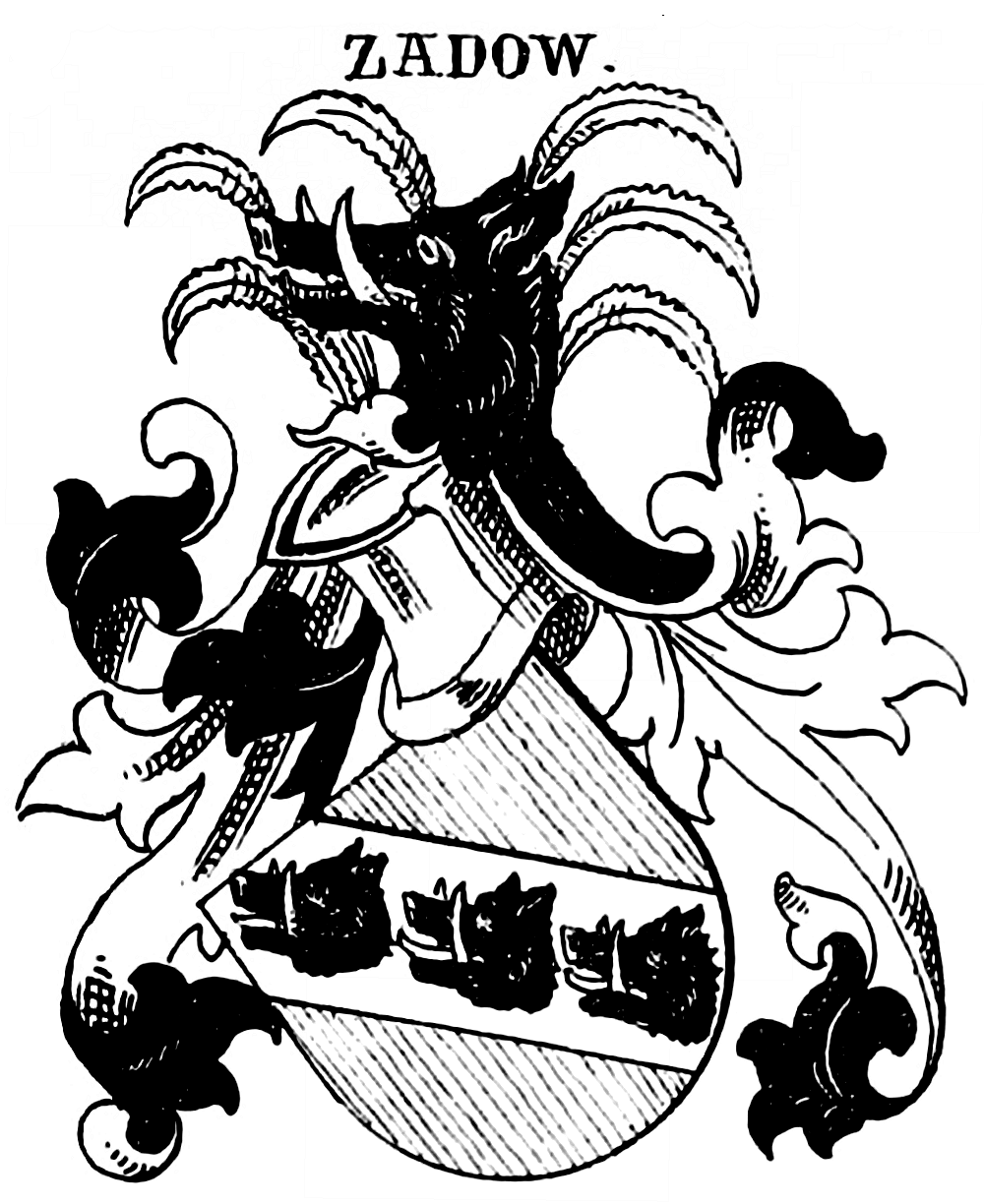
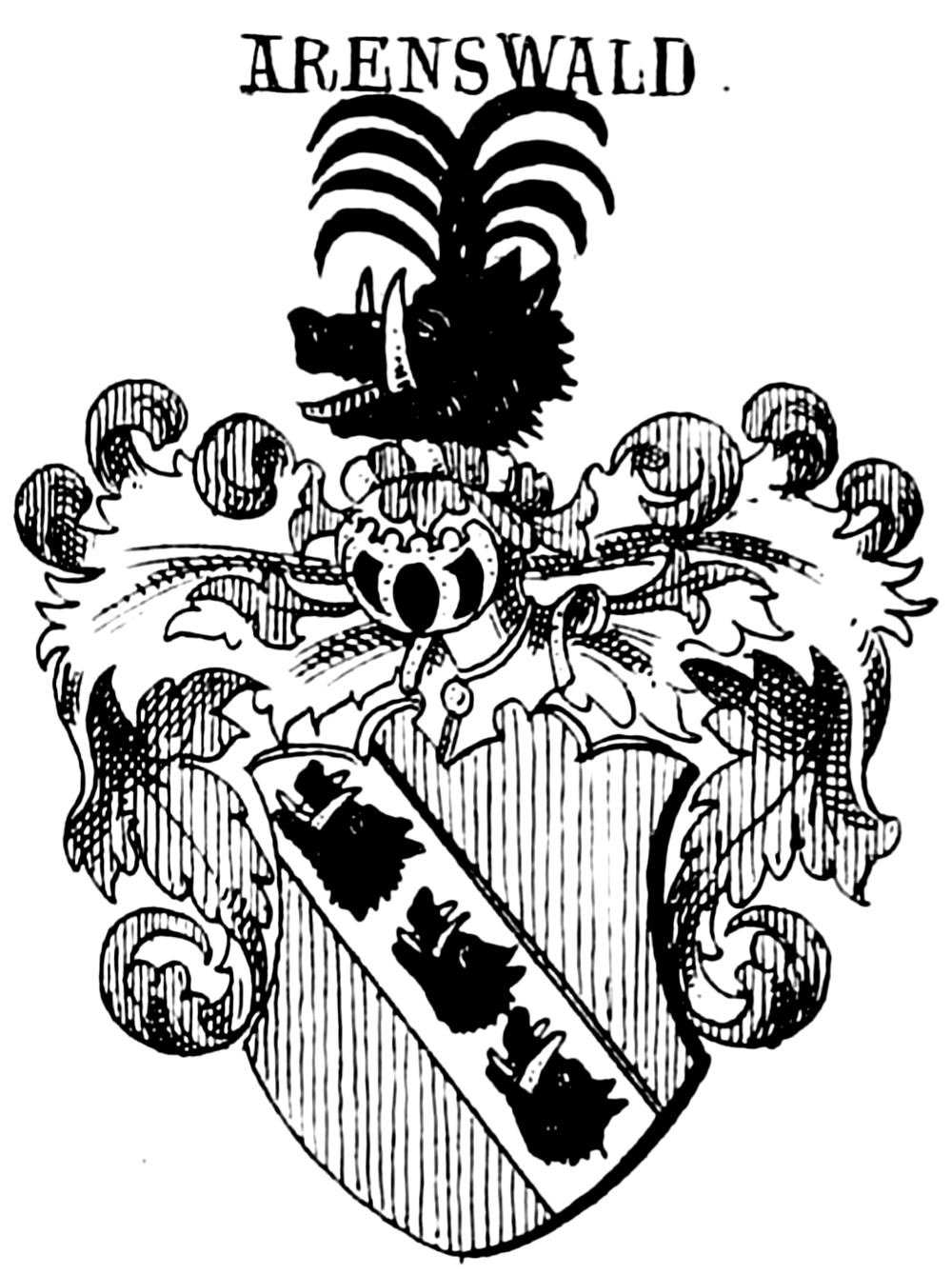

Das Stammwappen zeigt im roten Schild einen silbernen Schrägrechtsbalken mit drei schwarzen Eberköpfen mit ausgeschlagener Zunge. Auf dem Helm eine rote spitze Mütze, belegt mit dem Schildbild. Die Helmdecken sind rot und silbern.
Das Wappen des dänischen Stammes Gyntelberg/Güntelberg weicht im Schild ein wenig, besonders aber in der Helmzier ab. So ist der Schrägbalken mit drei nach links wachsenden Eberköpfen belegt; auf dem Helm zwei abgewandte Eberköpfe, dazwischen eine silberne zwischen zwei roten Straußenfedern.
Ebenfalls leicht abweichend das Wappen des schwedisch-livländischen Stammes: hier im Schild einen Schräglinksbalken, auf dem Helm einen Krempenhut mit drei Straußenfedern, schwarz, rot, weiß.
Mutmaßlich stamm- und gesichert wappenverwandt sind die ebenfalls ursprünglich neumärkischen Adelsgeschlechter von Zadow (gegenwärtig fortbestehend) und von Arnswald (1774 erloschen).
Wappen der nach Hefner stammesverwandten Geschlechter

## Angehörige
- Walter von Güntersberg († 1339/1343), Pfarrer zu Dramburg, Domherr zu Cammin und herzoglich pommerscher Notar
- Heinrich von Güntersberg (1340–1419), Vogt des Deutschen Ordens in der Neumark
- Reimar von Güntersberg, 1399–1418 Herrenmeister des Johanniterordens der Balley Brandenburg
- Kaspar von Güntersberg, 1471–1474 Herrenmeister des Johanniterordens auf der Sonnenburg
- Axel Gyntersberg (1525–1588), Kommandeur der Festung Steinvikholmen
- Matthias von Güntersberg (1584–1650), Richter in Pommern und Mecklenburg-Schwerin, Landesdirektor der Landstände von Pommern-Stettin und Cammin
- Franz von Güntersberg (1618–1679), kurfürstlich brandenburgischer Geheimer Rat, Hauptmann im Amt Rügenwalde, Dekan des Domkapitels zu Cammin
- Christopher von Güntersberg († 1678), schwedischer Generalmajor, 1676 Kommandant in Halmstad
- Claus Eskesen Güntelberg (1639–1711), dänischer Schoutbynacht
- Georg Wilhelm von Güntersberg (1714–1799), preußischer Oberst und Kommandeur des Infanterieregiments Nr. 8
- Peter Güntelberg (1728–1780), dänischer Seeoffizier[7]
- Carl Herman Frederik Güntelberg (1791–1842), dänischer Schriftsteller[8]
- Aldo Friedrich Wilhelm Roller Güntelberg (1819–1891), dänischer Seeoffizier[9]
- Finn Gyntelberg (* 1940), dänischer Mediziner, Professor an der Universität Kopenhagen